# Bleptina dejecta
Bleptina dejecta là một loài bướm đêm trong họ Noctuidae.